# Musicalischer Parnassus

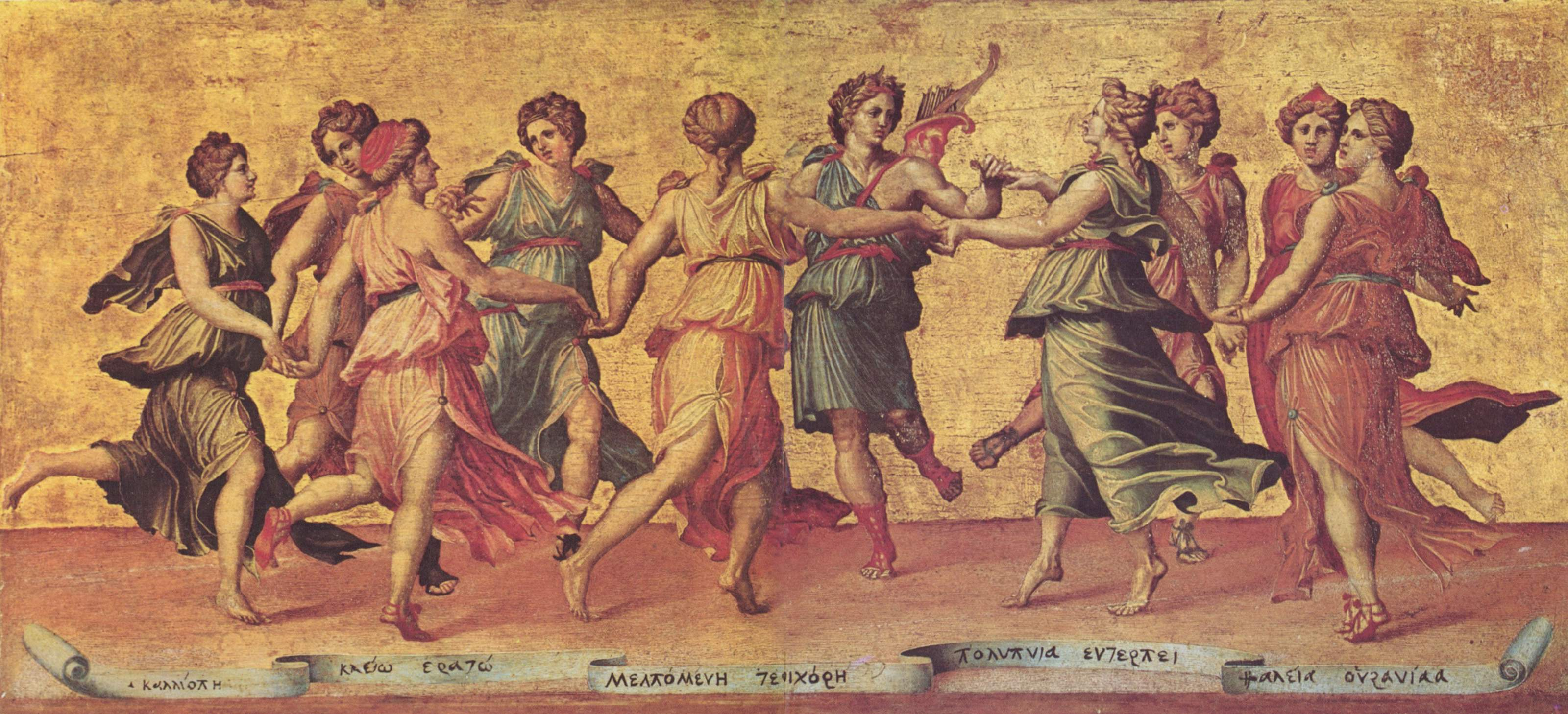
Les muses dansant avec Apollon, Dieu de la musique

Musicalischer Parnassus (« Parnasse musical » est le titre d'un recueil de neuf suites pour le clavecin de Johann Caspar Ferdinand Fischer, publié à Augsbourg en 1738.
L'évocation du Mont Parnasse fait référence aux noms donnés aux neuf suites, qui sont ceux de chacune des neuf muses de la mythologie grecque, qui avaient sur cette montagne une de leurs résidences. 
Ce recueil est le second destiné au clavecin que nous possédons de ce compositeur, plus de quarante ans après le premier (Musicalisches Blumen-Büschlein) qui est daté de 1696. Mais rien n'assure que d'autres n'ont pas été perdus puisque Fischer est resté pendant plus de cinquante ans au service de la même cour princière de Bade, où ses fonctions  de Hofkapellmeister (maître de chapelle de la Cour) exigeaient la production continuelle de nouvelles compositions musicales destinées à animer la vie de cour. L'ouvrage est dédié à la princesse Élisabeth-Augusta (de), fille du margrave Louis-Georges de Bade-Bade.
On ne sait pas pour quelle raison précise ces noms ont été donnés aux différentes suites qui suivent avec très peu de rigueur la succession classique Allemande-Courante-Sarabande-Gigue : seules les suites N°1 et 9 la respectent à peu près ; les structures adoptées sont très irrégulières, de même que les temps d'interprétation (la suite la plus longue - Uranie, terminée par une imposante passacaille - dure environ trois fois plus longtemps que la plus brève, Erato).

## Composition du recueil
- Suite N°1 - Clio

Praeludium harpeggiato - Allemande - Courante - Sarabande - Ballet anglois - Menuet - Gigue
- Suite N°2 - Calliope

Ouverture - Ballet - Gigue - Bourrée - Menuet I, Menuet 2
- Suite N°3 - Melpomène

Praeludiuùm - Allemande - Passepied - Rondeau - Chaconne - Gigue - Bourrée - Menuet I, Menuet 2
- Suite N°4 - Thalie

Toccatina - Allemande - Menuet I, Menuet 2 - Ballet - Gigue
- Suite N° 5 - Erato

Praeludium - Allemande - Chaconne - Gavotte - Gigue
- Suite N°6 - Euterpe

Praeludium - Allemande - Air anglois - Bourrée - Menuet - Chaconne
- Suite N°7 - Terpsichore

Tastada - Allemande - Rigaudon - Rondeau - Gavotte - Gigue - Menuet I, Menuet 2
- Suite N°8 - Polymnie

Harpeggio - Allemande - Menuet I, Menuet 2 - Marche - Combattement - Air des triomphans
- Suite N°9 - Uranie

Toccata - Allemande - Courante - Sarabande - Gavotte - Gigue - Rigaudon & double - Menuet I, Menuet 2 - Passacaglia

## Discographie
- Pièces de clavecin - William Christie (1980, Harmonia Mundi HMA 1901206 (Uranie, Euterpe et extraits des pièces de 1696)
- Musical Parnassus Vol.1 : Suites 1-6 - Luc Beauséjour (1999, Naxos 8.554218)
- Musical Parnassus Vol.2 : Suites 7-9 - Luc Beauséjour (1999, Naxos 8.554446) (avec extraits des pièces de 1696)

### Articles contextuels
- Ariadne musica
- Johann Caspar Ferdinand Fischer
- Musique de clavecin